# Miloš Kosanović
Miloš Kosanović (szerbül: Милош Kocaнoвић; Csonoplya, 1990. május 28. –) szerb válogatott labdarúgó, az Ajman Club hátvédje.

## Pályafutása

### Klubcsapatokban
Kosanović az FK Vojvodina akadémiájánál nevelkedett, felnőttként a szerb másodosztályú Mladost Apatin csapatában kezdett el futballozni. 2010 és 2013 között a lengyel élvonalbeli Cracoviaban futballozott. 2014 és 2019 között Belgiumban játszott; 2014 és 2016 között előbb a Mechelen, 2016 és 2019 között peig a Standard de Liège labdarúgója volt; utóbbi csapattal 2016-ban belga kupagyőztes lett, valamint szerepelt a 2018–2019-es Európa-liga csoportkörében is. 2017 és 2018 között kölcsönben a török élvonalbeli Göztepe játékosa volt. 2019 és 2023 között az egyesült arab emírségekbeli al-Dzsazirában futballozott. 2023. szeptember 29-én bejelentették, hogy az Újpest csapatához igazolt. 2023. január 3-án felbontotta a szerződését.  Január 6-án az egyesült arab emírségekbeli Ajman Clubhoz szerződött.

### A válogatottban
Háromszoros szerb U21-es utánpótlás válogatott. A szerb felnőtt válogatottban 2015. szeptember 7-én mutatkozott be egy Franciaország elleni barátságos mérkőzésen.

#### Mérkőzései a szerb válogatottban
| #  | Dátum               | Ellenfél      | Eredmény | Kiírás              | Esemény |
| -- | ------------------- | ------------- | -------- | ------------------- | ------- |
| 1. | 2015. szeptember 7. | Franciaország | 1 – 2    | barátságos mérkőzés | 89'     |

## Sikerei, díjai
Standard de Liège
- Belga kupagyőztes (1): 2015–16

 al-Dzsazira
- Egyesült arab emírségekbeli bajnok (1): 2020–21
- Egyesült arab emírségekbeli szuperkupagyőztes (1): 2021